# Nissan Micra
El Nissan Micra (japonés: 日産・マイクラ Nissan Maikura?), conocido en América Latina y en la mayor parte de Asia como el Nissan March (japonés: 日産・マーチ Nissan Māchi?) es un automóvil supermini del segmento B producido por el fabricante japonés Nissan desde el año 1982.
El Nissan Micra reemplazó al Nissan Cherry del mercado japonés. Era exclusivo a la red de distribución japonesa de Nissan Nissan Cherry Store hasta 1999 cuando la red "Cherry" se combinó con Nissan Red Stage hasta 2003. Hasta que Nissan comenzó a vender superminis reetiquetados de otros fabricantes japoneses, el March era el vehículo más chico de Nissan, y no fue renombrado y vendido a otras redes de distribución de Nissan japonesas.
Es un cinco plazas con tracción delantera y motor delantero transversal de cuatro cilindros en línea. Es uno de los primeros automóviles pequeños al igual que el Subaru Vivió en incorporar transmisión variable continua como opcional. 
Las primeras tres generaciones existieron con carrocerías hatchback de tres y cinco puertas. La primera generación existió también con carrocería familiar de cinco puertas, y la segunda y la tercera generación con variantes descapotable de dos puertas.

## Primera generación K10 (1982-1992)
La primera generación fue desarrollada para enfrentar al Honda City. Fue lanzada al mercado en octubre de 1982 y reestilizada en los años 1985 y 1989. Sus motores gasolina son un 1.0 litros de 50 o 55 CV de potencia máxima, un 1.2 litros de 55 o 60 CV, un 1.0 litros con turbocompresor y 75 CV, y un 0.9 litros con turbocompresor, cuatro válvulas por cilindro y 90 CV. ( los dos últimos motores diésel)

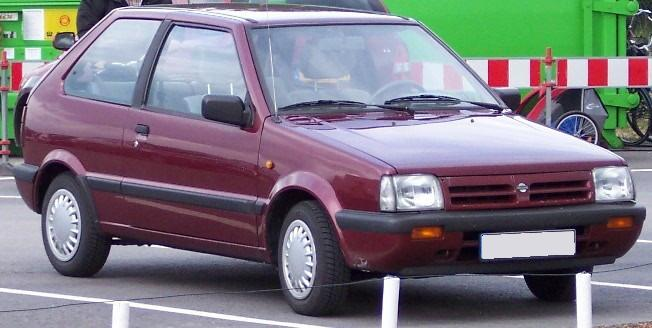
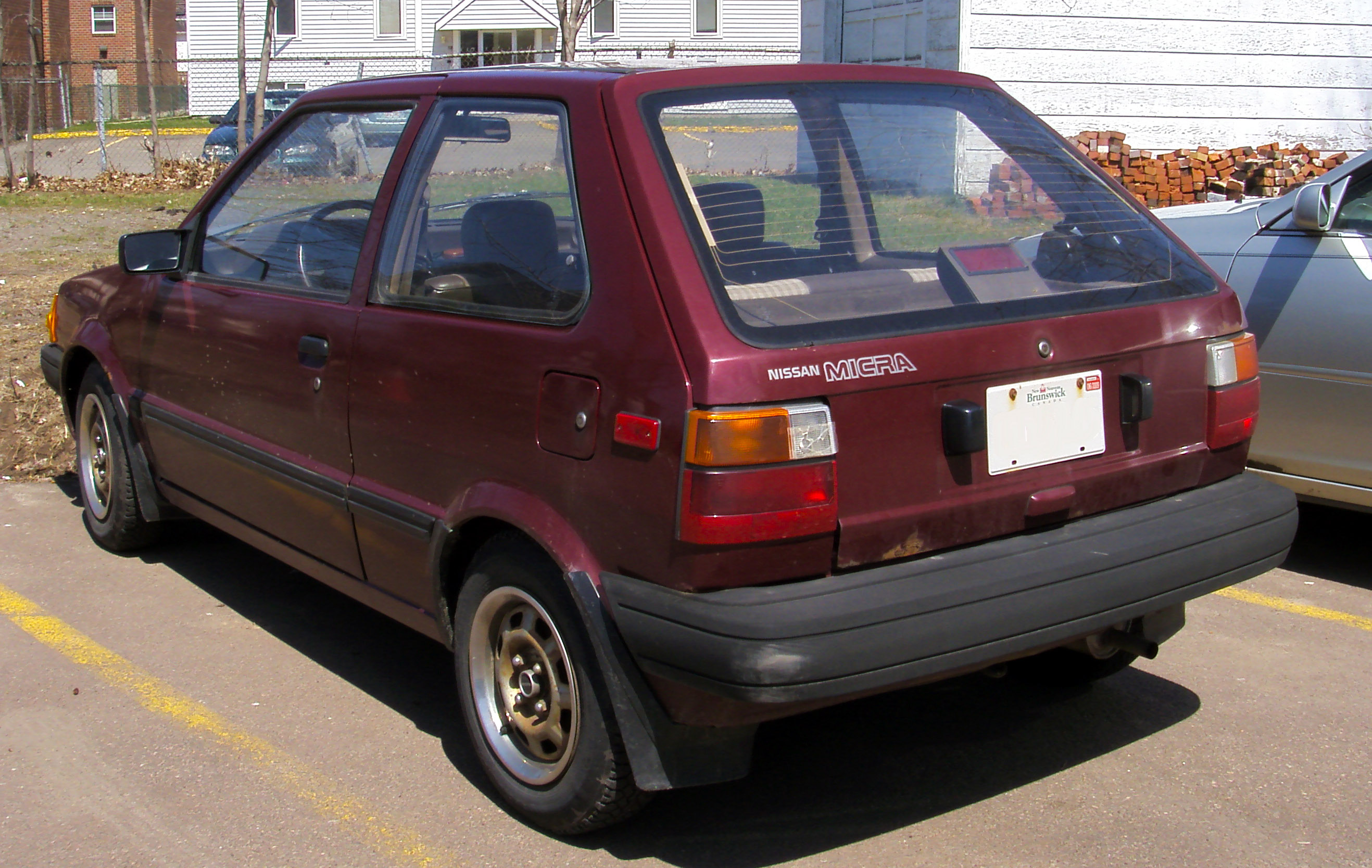

Sobre la base del Nissan Micra de primera generación (K10) el grupo especial de proyectos de Nissan denominado Pike Factory desarrolló un automóvil de edición muy limitada y producción prácticamente artesanal, el Nissan Figaro, que fue presentado en el Salón del Automóvil de Tokio de 1989.

## Segunda generación K11 (1992-2002)
La segunda generación, puesta a la venta en 1992, fue premiada como Coche del Año en Europa de 1993 (el primer japonés en recibir esa distinción), y también Coche del Año en Japón. Sus motores gasolina son un 1.0 litros de 55 o 60CV (CG10DE) destacando junto a su hermano mayor el CG13DE la distribución por cadena que comparado a los motores de la época Europeos que iban por una correa, era mucho más fiable, un 1.3 litros de 75 CV (CG13DE), un 1.4 litros de 80CV, y un diésel de 1.5 litros atmosférico de 57CV fabricado por el Groupe PSA.

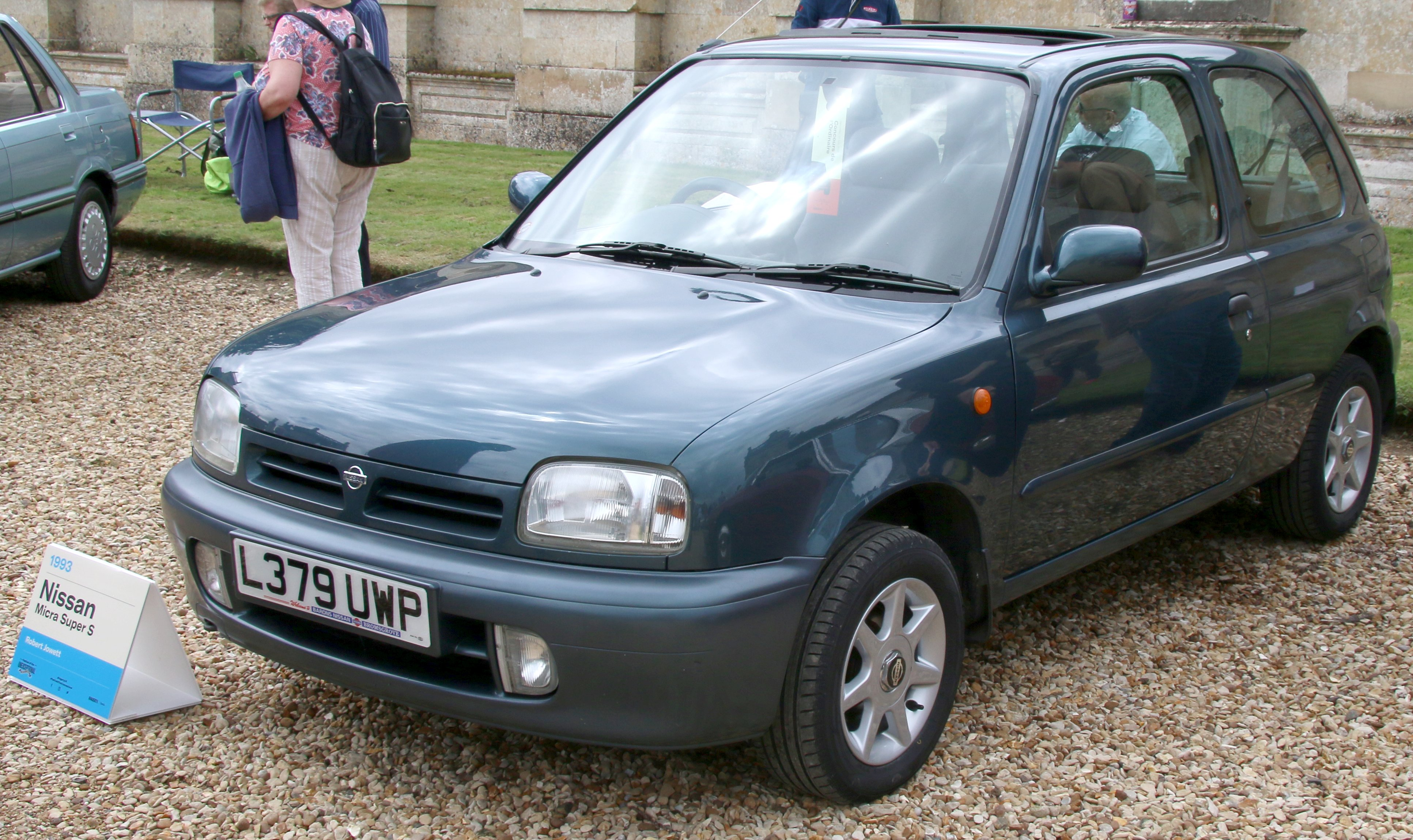
Nissan Micra Super S

Dentro de esta generación resalta en el mercado la versión "Super S" donde integraba unos parachoques delantero y trasero mas ancho, delantero incluyendo faros antiniebla, unas taloneras anchas, alerón que cubre la mitad del portón trasero y lo hace mas deportivo, otras modelos de llantas opcionales y unos sillones delanteros mucho más deportivos recogiendo el cuerpo tanto del conductor como del copiloto mucho mejor para tomar las curvas a mayor velocidad. 
Este es el modelo perseguido y a su vez más raro de encontrar por los aficionados a las modificaciones, ya que en Japón donde se denominaba Nissan March se hicieron muchos modelos inclusive mas deportivos de este modelo, entre ellos el K11 Nismo, el K11 Impul y hasta preparaciones de competición como el Calsonic K11
Este modelo tuvo una renovación estética que hacia los faros mas grandes entre otros elementos que cambiaban a cuyos fanáticos no les gustó quizá tanto como la versión "pre" cual incluía parrilla de aire separada del capó, aunque mantuvo la esencia de esta generación perfectamente y es posible encontrarlos aún actualmente como coche utilitario debido a su fiabilidad dada por los motores japoneses perfectamente fabricados que se utilizaron en este modelo.

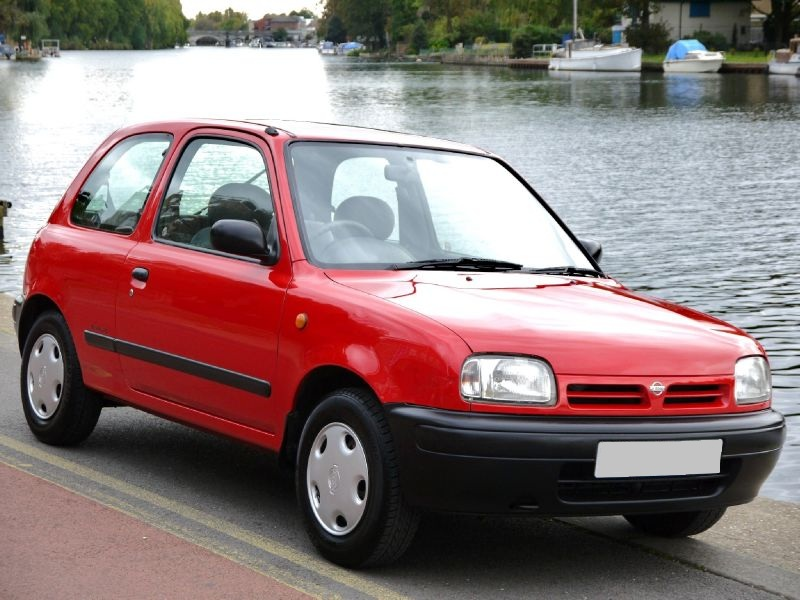
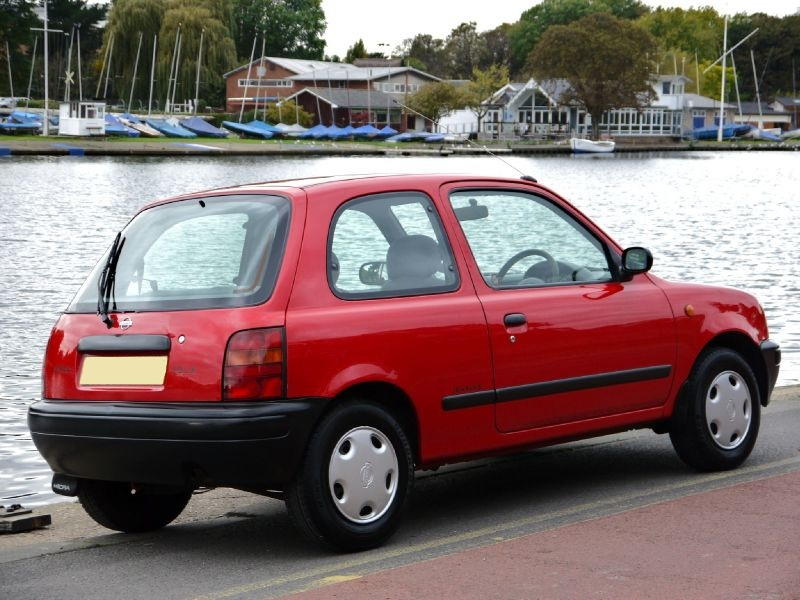
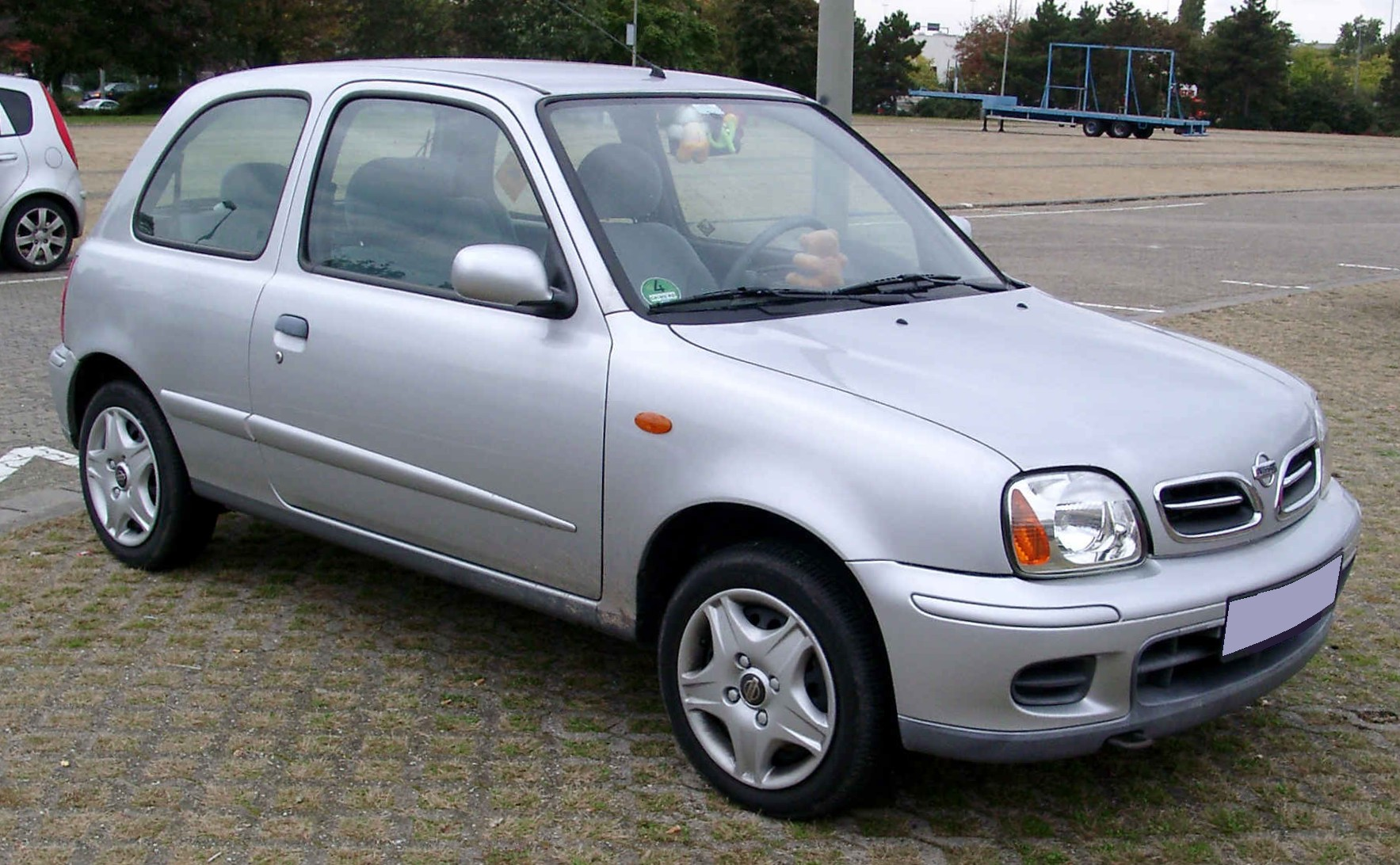
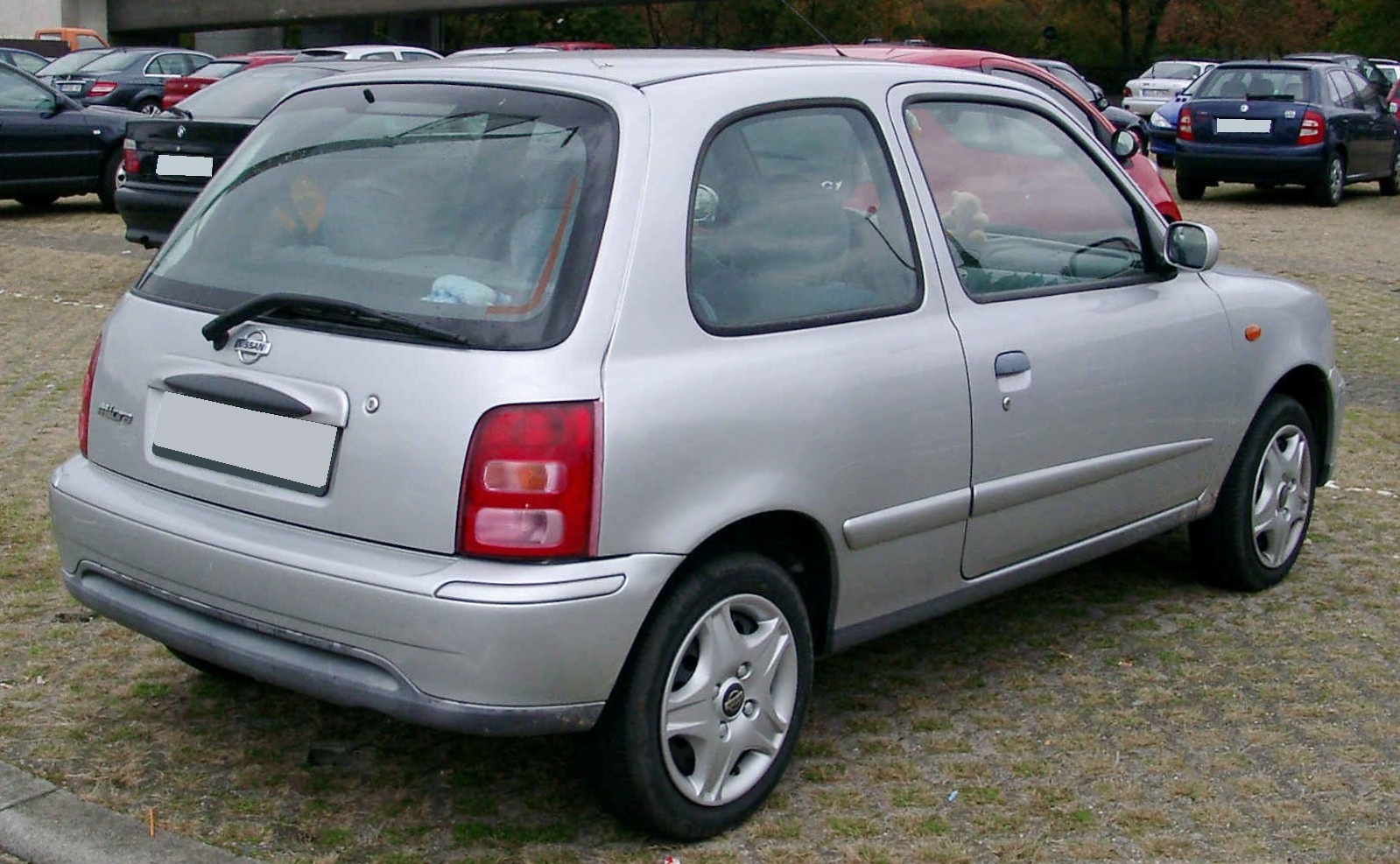

## Tercera generación K12 (2002-2010)

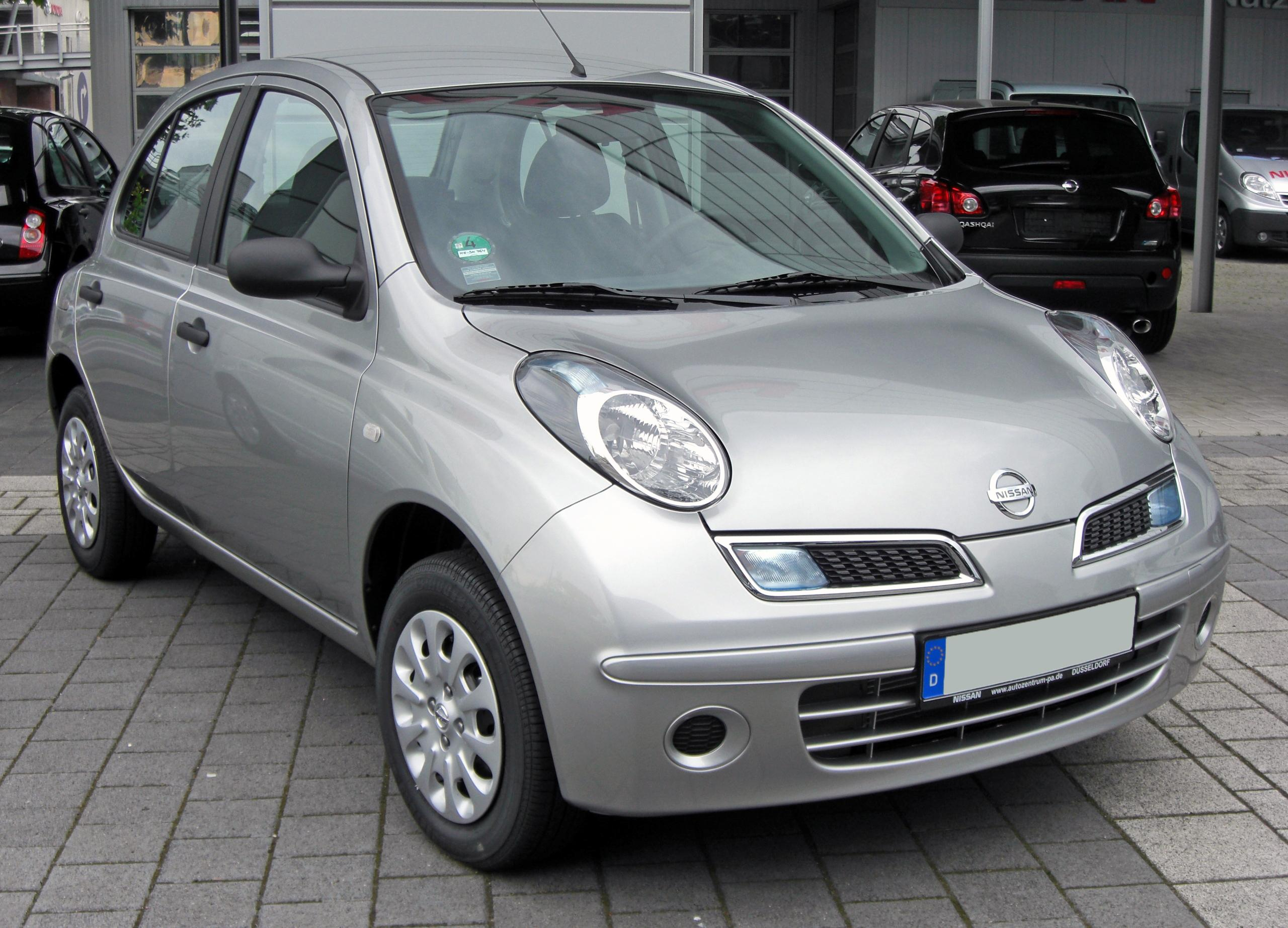
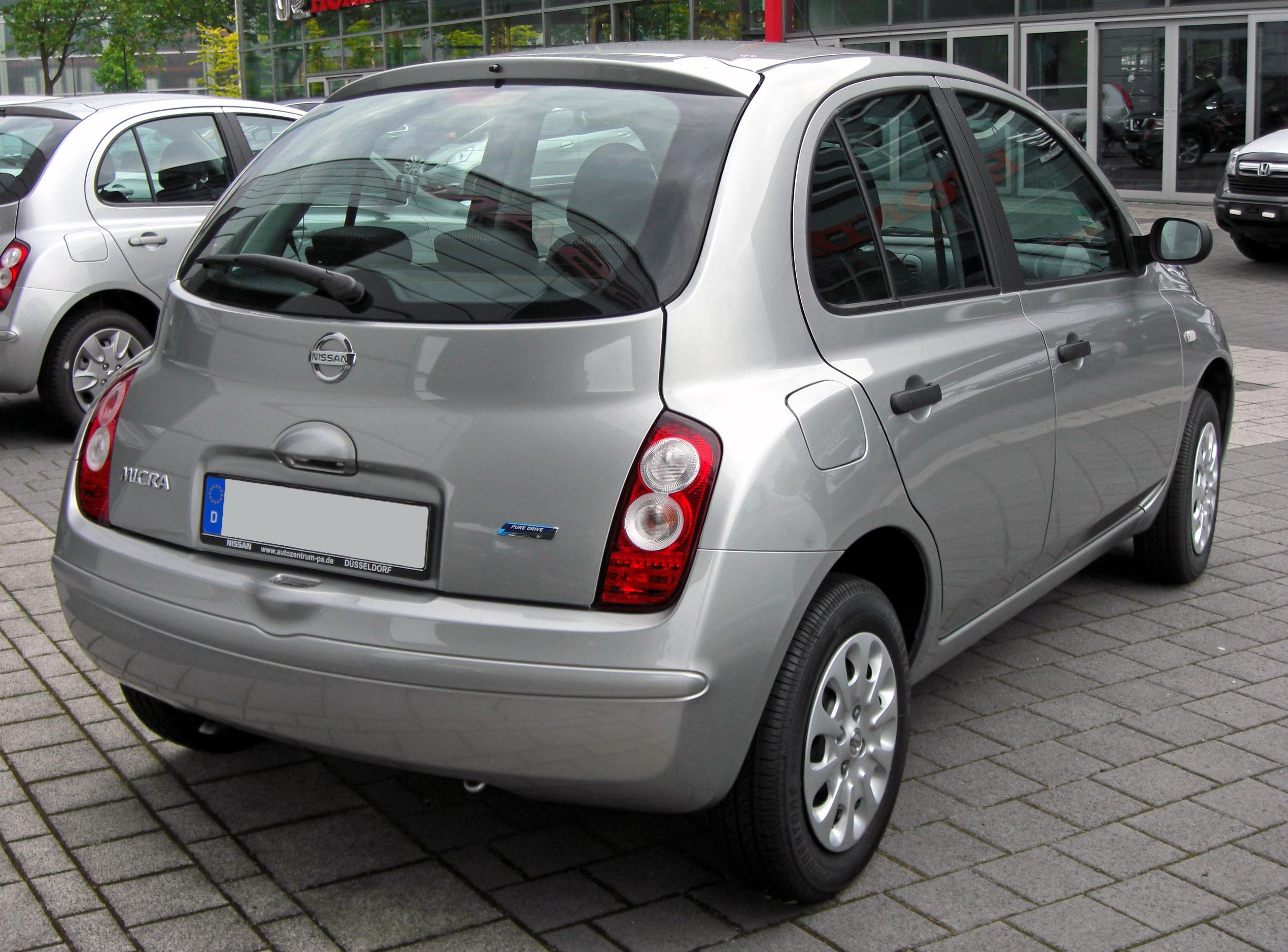
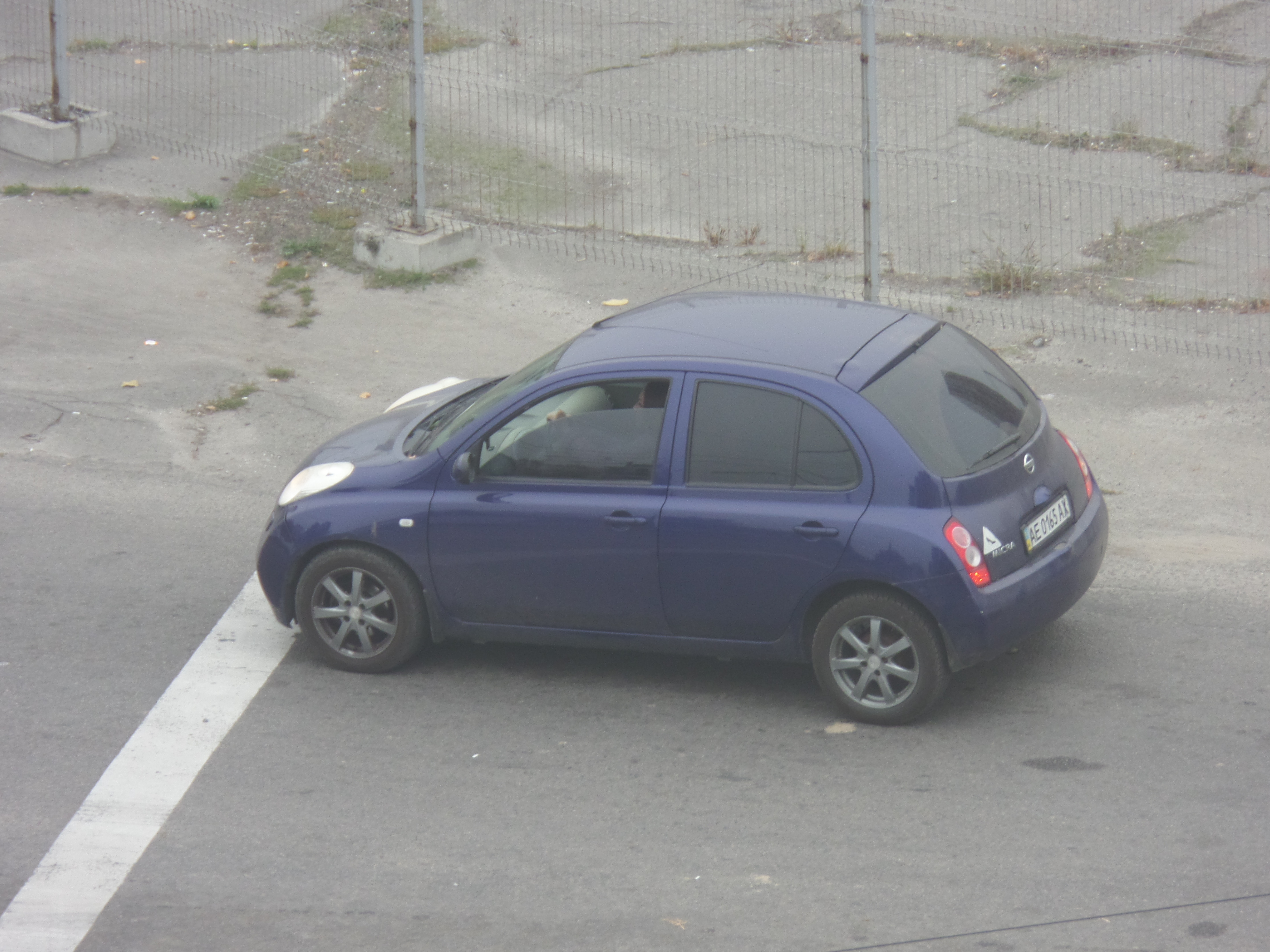
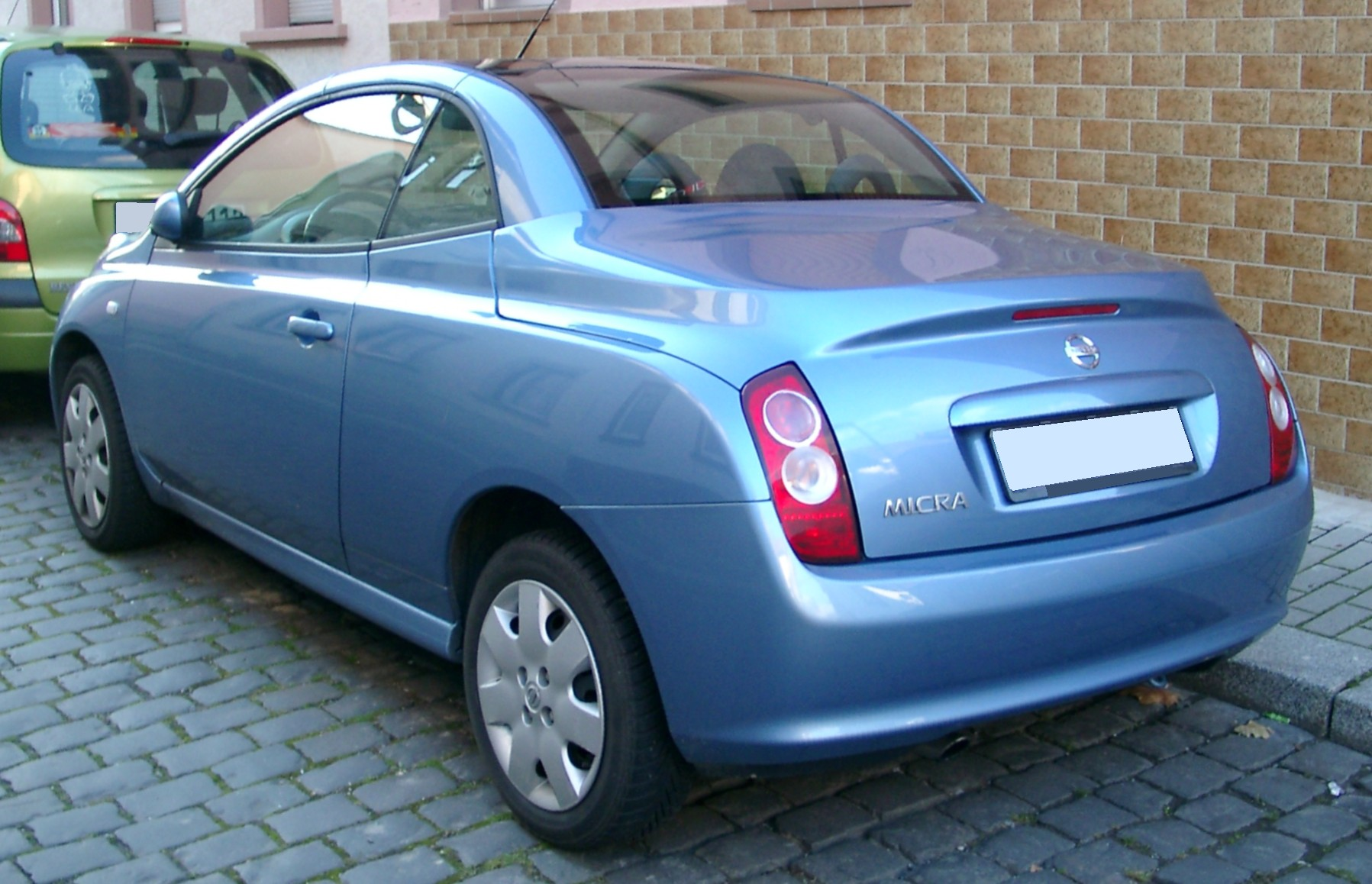

La tercera generación del segmento B, (Micra k12) se vendió desde fines del año 2002 hasta el 2010 y se fabricó para el mercado europeo en la factoría británica de Sunderland. Su longitud es mucho menor a la de otros modelos de su categoría, y es más cercano al Suzuki Swift, al Toyota Yaris y a modelos del segmento A como el Citroën C2 y el Opel Agila.
Dentro de la tercera generación se dieron algunas preparaciones específicas. Pudiendo destacarse la preparación para la Micra Cup, o la versión Sport del March k12 de 2 puertas.
Los motores gasolina son un 1.2 litros de 65 o 80 CV, un 1.4 litros de 90 CV y un 1.6 litros de 110 CV, todos ellos de cuatro válvulas por cilindro, y el diésel es un 1.5 litros de origen Renault con inyección directa common-rail, turbocompresor y dos válvulas por cilindro, en variantes sin intercooler de 68 CV, y con intercooler de 86 CV.

## Cuarta generación K13 (2010-2016)
El nuevo motor de 1,198cc y 3 cilindros agrupa un gran número de soluciones innovadoras en su versión DIG-S. Para empezar, se utiliza el ciclo Miller en lugar del tradicional ciclo Otto, asimismo se incorpora inyección directa y una relación de compresión de 13:1, que aumenta la eficiencia. Por otra parte, el fabricante recurre a un compresor para obtener una respuesta inmediata y más potencia. Los resultados son notables ya que entrega 98hp y tiene un par de 142 Nm (104 lb–pie).
Su configuración de tres cilindros aligera el peso y tiene una menor pérdida por fricción por el simple hecho de contar con menos elementos móviles. También contribuyen a las cifras finales obtenidas la gestión de una nueva central electrónica, el sistema Start & Stop y de recuperación de la energía de la frenada. El Micra DIG-S alcanza los 180 km/h de velocidad máxima en la versión con transmisión manual y logra un rendimiento combinado de 5.0L/100km, cifra más acorde a lo que nos acostumbran las mecánicas a diésel de última generación.
Para el mercado latino el vehículo porta un motor delantero transversal de cuatro cilindros de 1,600 cc con 16 válvulas denominado HR16DE que entrega 106 caballos de potencia y 105 Lb-pie de torque este motor podrá acoplarse a dos transmisiones, una automática de cuatro cambios y una manual de cinco.
En el caso particular de México, el Nissan Micra conocido localmente como March, ha sido objeto de un proceso integral de ensamblaje y de línea de producción en la planta que la marca tiene en el central estado de Aguascalientes. La estrategia integral incluye la conjunción de esfuerzos de proveedores locales en casi un 90% de su proceso de producción, lo que representa una gran ventaja para la marca que el modelo sea fabricado casi en su totalidad en territorio mexicano. México se ha destacado como un país productor y exportador de vehículos y en Nissan no será la excepción, donde el March (Micra) es exportado principalmente a mercados de Centro, Sudamérica y Canadá.
Por otro lado, se ha despejado la duda de que el motor sea de origen Renault. La mecánica es de origen Nissan, con el mismo desplazamiento pero con modificaciones en la carrera y en el múltiple de admisión. Asimismo su mecanismo de distribución será por cadena y no por bandas, eliminando la posibilidad periódica de reemplazo de estas últimas. 
Este modelo llega a nutrir el segmento de Subcompactos A y B (Sedán como lo es el Nissan Versa) que han tenido éxito en los mercados emergentes ya que ante el inusitado aumento en los precios internacionales del petróleo, el consumidor buscará mejor rendimiento de combustible, menores precios de mantenimiento y sobre todo confiabilidad y durabilidad, valores que ha mostrado Nissan en el mercado mexicano.
"Rediseño (México y América latina)"
A finales de septiembre de 2020 se comenzaron a filtrar fotografías donde se puede apreciar un rediseño del frente del auto con la conocida parrilla V-Motion y nuevo conjunto de faros en forma de búmeran y otra donde se muestra un nuevo volante y un radio rediseñado.
Con el paso de los meses se dieron a conocer otras novedades y cambios que tendría el auto para el modelo comercializado en Latinoamérica:
En el apartado de seguridad finalmente se añadieron cinturones de seguridad retráctiles de 3 puntos en las 5 plazas, 6 bolsas de aire y control electrónico de estabilidad mientras que en el apartado mecánico aun se sigue usando el motor HR16DE 1.6 16v.
Este rediseño aún no llegó a todos los países latinoamericanos en los que se comercializó el March pre restyling, dejando el segmento sin un competidor por parte de Nissan, quedando solo con el Versa que a partir de 2020 con la nueva generación, dejó de compartir diversas piezas con el March, solamente compartiendo motor y transmisión.

### Galería

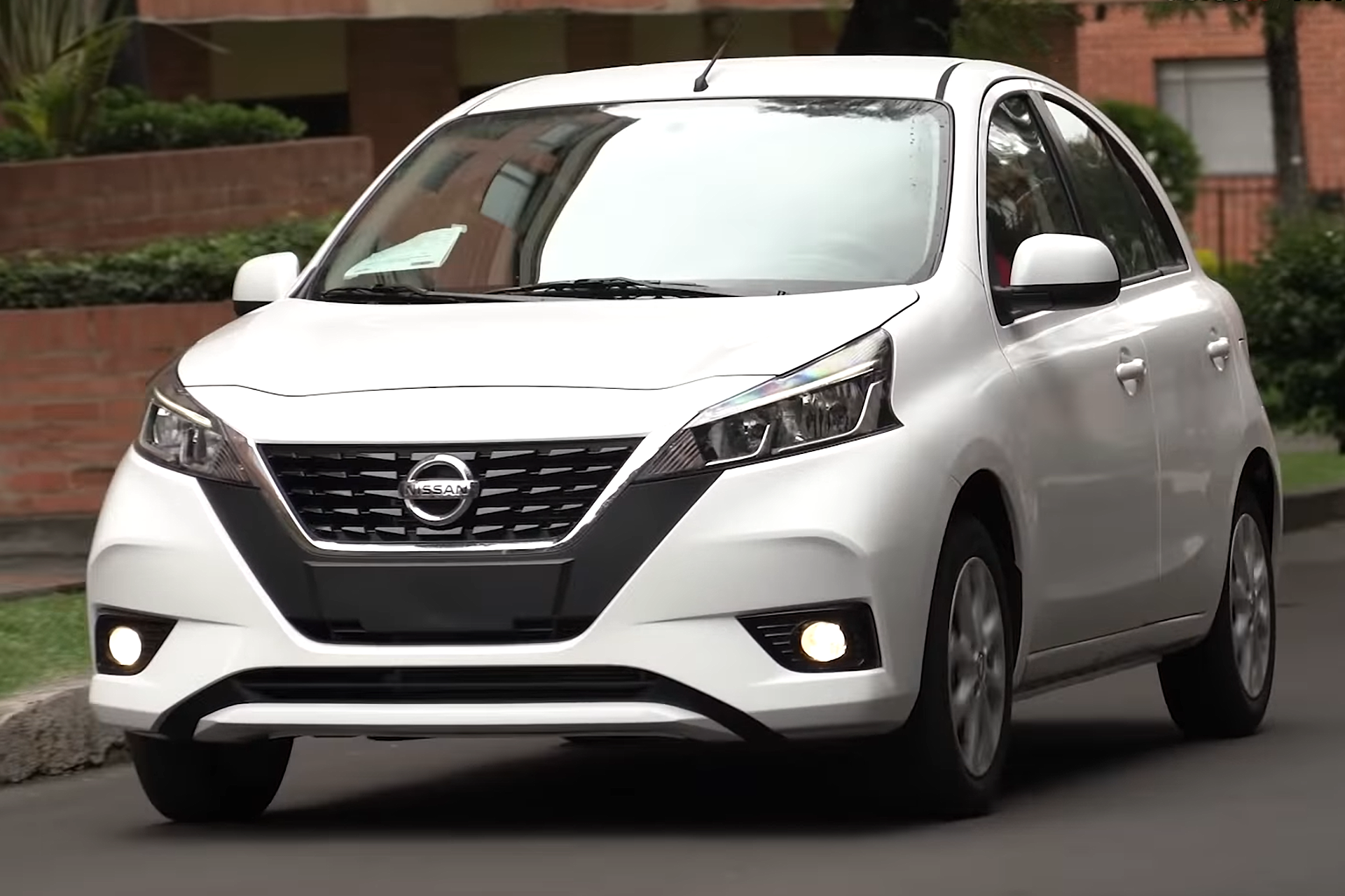
Nissan Micra vista frontal(resideño para latinoamerica)

|                                                           |
| Nissan Micra en el Salón del Automóvil de Ginebra de 2010 |

|                            |
| Renault Pulse 2012 (India) |

|                  |
| Nissan Micra 1.2 |

|                                       |
| Nissan Micra vista frontal (rediseño) |

## Quinta generación K14 (2016-2025)

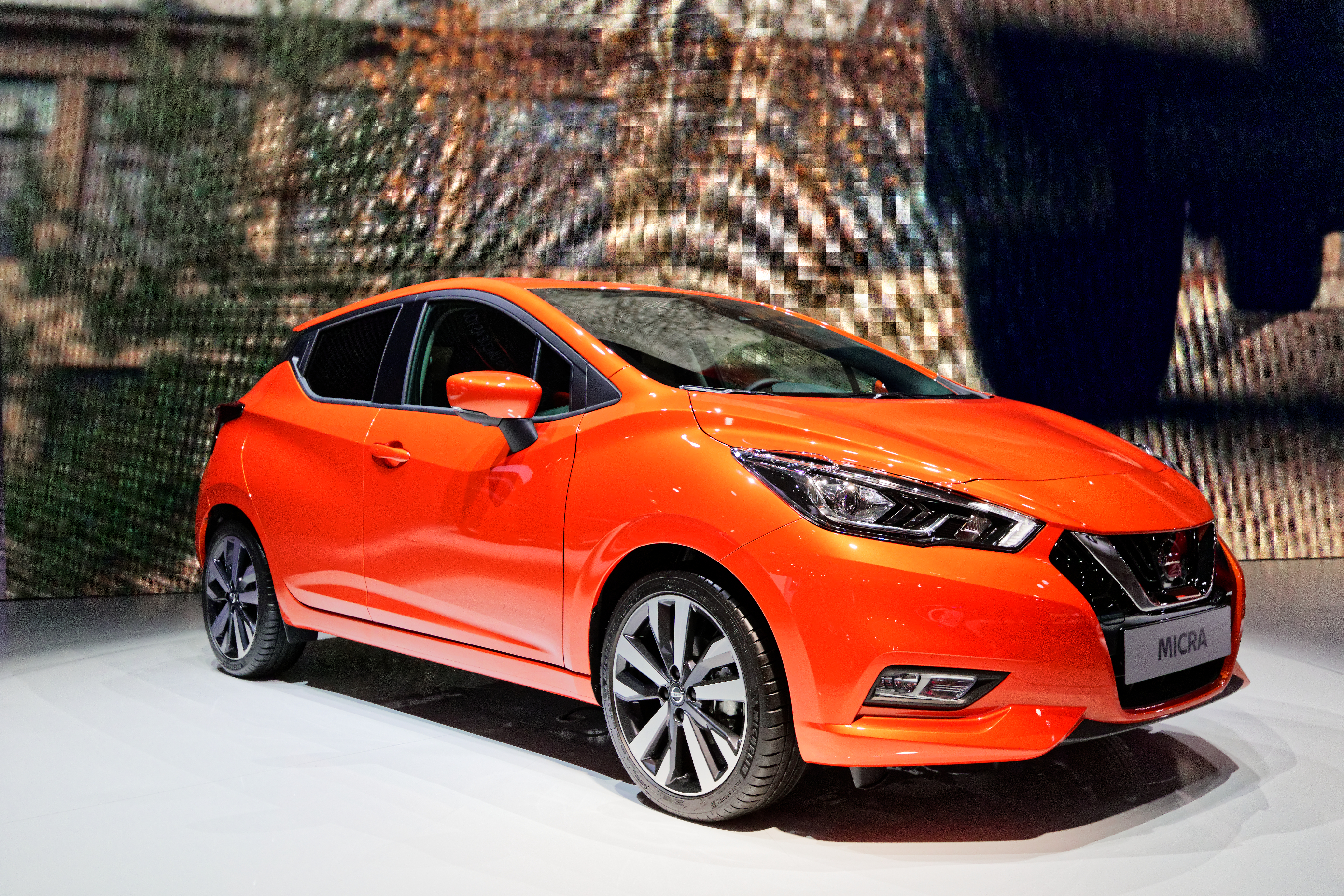
Nissan Micra en el Salón del Automóvil de París de 2016

La quinta generación del Nissan Micra se basa en el prototipo Nissan Sway, presentado por la marca nipona en el 2015 y que anticipa el futuro lenguaje de diseño del fabricante. El modelo de producción de esta totalmente nueva generación se presentó en el Salón del Automóvil de París de 2016.
Esta generación supone un cambio radical respecto a todos sus antecesores, aumentando la longitud total hasta los 4 metros aproximadamente así como la anchura, rebajando la altura y aumentando la capacidad del maletero y la amplitud del habitáculo, pasando de ser un coche puramente urbano del segmento B a un subcompacto cuyo tamaño lo acerca más al Nissan Pulsar, perteneciente al segmento C.
Por el momento solo está disponible con carrocería hatchback de cinco puertas (las traseras tienen las manecillas ocultas en el marco). Su montaje sobre la plataforma modular CMF Renault - Nissan permite una mayor amplitud interior, una silueta más deportiva y un coeficiente aerodinámico de 0,29 cx, lo cual le permite un comportamiento más eficiente respecto a consumo de combustible.
Inicialmente, la gama de motores está conformada por tres motores: Dos de gasolina (Un tricilíndrico atmosférico de gasolina de 73 caballos y 1.2 litros y uno tCe turboalimentado de 90 caballos y 0.9 litros de capacidad) y un diésel dCi de 90 caballos y 1.5 litros, todos ellos de origen Renault.
En el apartado tecnológico se ha enriquecido mucho, incorporando novedosas tecnologías de asistencia con las que no contaba su predecesor, como un navegador con pantalla táctil de 7 pulgadas, asistente para el reconocimiento de señales de tráfico y aviso de cambio involuntario de carril y ángulo muerto. Se introducen, además, nuevas tapicerías de cuero y una gran variedad de colores para la carrocería.
Sus ventas oficiales arrancan a finales de 2016 o a principios de 2017, y el precio oficial en España rondaría los 11.500 euros.
El motor de 0.9 litros de la gama inicial se ha sustituido por uno nuevo de 1.0 litros en dos versiones. Se trata de un tricilíndrico de 1.0 litros que desarrolla 100 y 117cv en cada una de sus versiones. Mejora comportamiento y rendimientos.